# Stakleni hotel
Stakleni hotel drugi je studijski album bosanskohercegovačkog heavy metal i hard rock sastava Divlje jagode, koji izlazi 1981., a objavljuje ga diskografska kuća Diskoton.

## Popis pjesama
| Br. | Skladba                  | Trajanje |
| --- | ------------------------ | -------- |
| 1.  | »Autostop«               | 3:40     |
| 2.  | »Mrak za dvoje«          | 3:38     |
| 3.  | »Kako si topla i mila«   | 5:05     |
| 4.  | »Stakleni hotel«         | 3:38     |
| 5.  | »Ulica na lošem glasu«   | 4:12     |
| 6.  | »Dodirni me, skloni bol« | 3:57     |
| 7.  | »Za one do tebe«         | 3:58     |
| 8.  | »Potraži put«            | 4:27     |

## Izvođači
- Zele Lipovača - gitare
- Toni Janković - vokal
- Alen Islamović - bas
- Nasko Budimlić – bubnjevi